# Women's National Basketball Association 2004
La Women's National Basketball Association 2004 è stata l'ottava edizione della lega professionistica statunitense.
Vi partecipavano tredici franchigie, divise in due conference. Al termine della stagione regolare (34 gare), le prime quattro di ogni raggruppamento si giocavano in semifinali e finali il titolo della conference; le due vincenti giocavano la finale WNBA.
Il titolo è stato conquistato per la prima volta dalle Seattle Storm. La Most Valuable Player è stata Lisa Leslie delle Los Angeles Sparks.

## Stagione regolare

### Eastern Conference
|  |    | Classifica finale 2004 | Pt | G  | V  | P  | PtF | PtS |
|  | -- | ---------------------- | -- | -- | -- | -- | --- | --- |
|  | 1. | Connecticut Sun        | -  | 34 | 18 | 16 | -   | -   |
|  | 2. | New York Liberty       | -  | 34 | 18 | 16 | -   | -   |
|  | 3. | Detroit Shock          | -  | 34 | 17 | 17 | -   | -   |
|  | 4. | Washington Mystics     | -  | 34 | 17 | 17 | -   | -   |
|  | 5. | Charlotte Sting        | -  | 34 | 16 | 18 | -   | -   |
|  | 6. | Indiana Fever          | -  | 34 | 15 | 19 | -   | -   |

### Western Conference
|  |    | Classifica finale 2004   | Pt | G  | V  | P  | PtF | PtS |
|  | -- | ------------------------ | -- | -- | -- | -- | --- | --- |
|  | 1. | Los Angeles Sparks       | -  | 34 | 25 | 9  | -   | -   |
|  | 2. | Seattle Storm            | -  | 34 | 20 | 14 | -   | -   |
|  | 3. | Minnesota Lynx           | -  | 34 | 18 | 16 | -   | -   |
|  | 4. | Sacramento Monarchs      | -  | 34 | 18 | 16 | -   | -   |
|  | 5. | Phoenix Mercury          | -  | 34 | 17 | 17 | -   | -   |
|  | 6. | Houston Comets           | -  | 34 | 13 | 21 | -   | -   |
|  | 7. | San Antonio Silver Stars | -  | 34 | 9  | 25 | -   | -   |

## Play-off
|  | Semifinali Conference | Semifinali Conference | Semifinali Conference | Semifinali Conference | Semifinali Conference |  |  | Finali Conference | Finali Conference | Finali Conference | Finali Conference | Finali Conference |               |               | Finali WNBA     | Finali WNBA     | Finali WNBA     | Finali WNBA     | Finali WNBA     |  |
|  |                       |                       |                       |                       |                       |  |  |                   |                   |                   |                   |                   |               |               |                 |                 |                 |                 |                 |  |
|  | 1EC                   | Connecticut Sun       | Connecticut Sun       | Connecticut Sun       | Connecticut Sun       |  |  |                   |                   |                   |                   |                   |               |               |                 |                 |                 |                 |                 |  |
|  | 4EC                   | Wash. Mystics         | Wash. Mystics         | Wash. Mystics         | Wash. Mystics         |  |  | Connecticut Sun   | Connecticut Sun   | Connecticut Sun   | Connecticut Sun   | Connecticut Sun   |               |               |                 |                 |                 |                 |                 |  |
|  | 2EC                   | N.Y. Liberty          | N.Y. Liberty          | N.Y. Liberty          | N.Y. Liberty          |  |  | N.Y. Liberty      | N.Y. Liberty      | N.Y. Liberty      | N.Y. Liberty      | N.Y. Liberty      |               |               |                 |                 |                 |                 |                 |  |
|  | 3EC                   | Detroit Shock         | Detroit Shock         | Detroit Shock         | Detroit Shock         |  |  |                   |                   |                   |                   |                   |               |               | Connecticut Sun | Connecticut Sun | Connecticut Sun | Connecticut Sun | Connecticut Sun |  |
|  | 1WC                   | L.A. Sparks           | L.A. Sparks           | L.A. Sparks           | L.A. Sparks           |  |  |                   |                   | Seattle Storm     | Seattle Storm     | Seattle Storm     | Seattle Storm | Seattle Storm |                 |                 |                 |                 |                 |  |
|  | 4WC                   | Sacramento Mon.s      | Sacramento Mon.s      | Sacramento Mon.s      | Sacramento Mon.s      |  |  | Sacramento Mon.s  | Sacramento Mon.s  | Sacramento Mon.s  | Sacramento Mon.s  | Sacramento Mon.s  |               |               |                 |                 |                 |                 |                 |  |
|  | 2WC                   | Seattle Storm         | Seattle Storm         | Seattle Storm         | Seattle Storm         |  |  | Seattle Storm     | Seattle Storm     | Seattle Storm     | Seattle Storm     | Seattle Storm     |               |               |                 |                 |                 |                 |                 |  |
|  | 3WC                   | Minnesota Lynx        | Minnesota Lynx        | Minnesota Lynx        | Minnesota Lynx        |  |  |                   |                   |                   |                   |                   |               |               |                 |                 |                 |                 |                 |  |

## Vincitore
| Campione WNBA 2004        |
| ------------------------- |
| Seattle Storm (1º titolo) |

## Statistiche
| Categoria             | Giocatore                      | Squadra                             | Stat |
| --------------------- | ------------------------------ | ----------------------------------- | ---- |
| Punti per gara        | Lauren Jackson                 | Seattle Storm                       | 20,5 |
| Rimbalzi per gara     | Lisa Leslie                    | Los Angeles Sparks                  | 9,9  |
| Assist per gara       | Nikki Teasley                  | Los Angeles Sparks                  | 6,1  |
| Palle rubate per gara | Nykesha Sales Yolanda Griffith | Connecticut Sun Sacramento Monarchs | 2,2  |
| Stoppate per gara     | Lisa Leslie                    | Los Angeles Sparks                  | 2,9  |
| FG%                   | Tamika Williams                | Minnesota Lynx                      | 54,0 |
| FT%                   | Crystal Robinson               | New York Liberty                    | 93,0 |
| 3FG%                  | Charlotte Smith                | Charlotte Sting                     | 50,0 |

## Premi WNBA
- WNBA Most Valuable Player: Lisa Leslie, Los Angeles Sparks
- WNBA Defensive Player of the Year: Lisa Leslie, Los Angeles Sparks
- WNBA Coach of the Year: Suzie McConnell, Minnesota Lynx
- WNBA Rookie of the Year: Diana Taurasi, Phoenix Mercury
- WNBA Most Improved Player: Kelly Miller, Indiana Fever e Wendy Palmer, Connecticut Sun
- WNBA Finals Most Valuable Player: Betty Lennox, Seattle Storm
- All-WNBA First Team:
  - Sue Bird, Seattle Storm
  - Diana Taurasi, Phoenix Mercury
  - Lauren Jackson, Seattle Storm
  - Lisa Leslie, Los Angeles Sparks
  - Tina Thompson, Houston Comets
- All-WNBA Second Team:
  - Swin Cash, Detroit Shock
  - Tamika Catchings, Indiana Fever
  - Yolanda Griffith, Sacramento Monarchs
  - Nykesha Sales, Connecticut Sun
  - Nikki Teasley, Los Angeles Sparks